# Ina May Gaskin

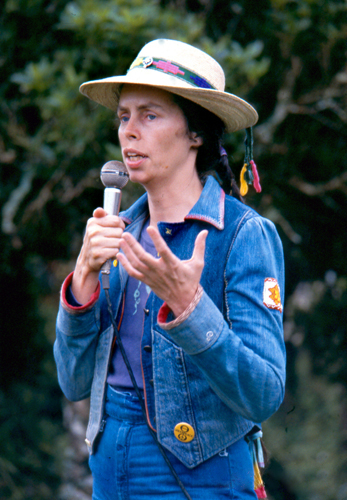
Ina May Gaskin in Neuseeland beim Nambassa 1981, einem Festival für Musik und alternatives Leben

Ina May Gaskin (* 8. März 1940) ist eine US-amerikanische Hebamme (in den USA Certified Professional Midwife, CPM), die als „mother of authentic midwifery“ („Mutter der authentischen Geburtshilfe“) bezeichnet wurde.
Sie ist Mitbegründerin der Kommune The Farm in Tennessee und wird auch als die „berühmteste Hebamme der Welt“ bezeichnet.

## Familie
Gaskin wurde in einer protestantischen Familie in Iowa geboren (methodistisch auf der einen, presbyterianisch auf der anderen Seite). Ihr Vater, Talford Middleton, stammte von einer großen Farm in Iowa, die kurz nach dem Unfalltod des Vaters an die Bank verloren ging. Ihre Mutter, Ruth Stinson Middleton, war eine Hauswirtschaftslehrerin. Sie unterrichtete in verschiedenen kleinen Ortschaften rund um Marshalltown. Beide Eltern waren Collegeabsolventen, die Wert auf eine höhere Schulbildung legten.
Gaskins Großeltern mütterlicherseits leiteten ein presbyterianisches Waisenhaus in Farmington, einem kleinen Ort in den Ozarks. Ihre Großmutter, Ina May Beard Stinson, leitete das Waisenhaus noch viele Jahre nach dem Tod ihres Ehemannes, eines Pastors. Sie war ein begeistertes Mitglied der Woman’s Christian Temperance Union und eine große Bewunderin von Elizabeth Cady Stanton, Susan B. Anthony und Jane Addams. Gaskins Großeltern väterlicherseits waren alle Farmer. Adam Leslie Middleton, ihr Großvater, reiste und arbeitete mit Farmern aus Iowa, Illinois, Minnesota, South Dakota, Nebraska und Kansas in einer Getreidegenossenschaft, organisierte Gesellschaften, sowie Direktverkäufe in Chicago und anderen großen Städten, zum Aufbau lokaler genossenschaftlicher Getreidespeicher. Seine Arbeit als Organisator führte ihn nach Kanada, um mit Weizenerzeugern zu arbeiten und nach Washington, D.C., auf Einladung des Landwirtschaftsministeriums unter Präsident Warren G. Harding.
Ina May Gaskin ist seit 1976 mit Stephen Gaskin verheiratet, der 1980 zu den ersten Personen gehörte, die mit dem Right Livelihood Award (dem „Alternativen Nobelpreis“) ausgezeichnet wurden.

## The Farm Midwifery Center
1971 gründete Gaskin zusammen mit ihrem Mann in Summertown, Tennessee eine Kommune, die als The Farm bekannt wurde. Hier gründeten sie und andere Hebammen The Farm Midwifery Center, eines der ersten außerklinischen Geburtshilfezentren in den USA. Die Methoden des Zentrums wurden auf Empfehlung des American Colleges of Obstetricians and Gynecologists entwickelt. Familienmitglieder und Freunde sind üblicherweise anwesend und werden ermutigt, eine aktive Rolle bei der Geburt zu spielen. Das Zentrum hat erwiesenermaßen eine extrem niedrige Rate von medizinischen Interventionen bei durchweg gutem Geburtsverlauf über inzwischen fast vierzig Jahre.

## Zur Bedeutung von Gaskins Tätigkeit
Laut Carol Lorente (1995) hätte die Arbeit von Gaskin und den Hebammen nicht den Einfluss haben können, wenn nicht Gaskins Buch Spiritual Midwifery (1977) veröffentlicht worden wäre:
“Considered a seminal work, it presented pregnancy, childbirth and breastfeeding from a fresh, natural and spiritual perspective, rather than the standard clinical viewpoint. In homebirth and midwifery circles, it made her a household name, and a widely respected teacher and writer.”
(Ihr Buch wird als) wegweisendes Werk angesehen, welches Schwangerschaft, Geburt und das Stillen aus einer frischen, natürlichen und spirituellen Perspektive vorstellte, anstatt des typischen klinischen Standpunkts. In Kreisen von an Hausgeburt Interessierten und von Hebammen machte es ihren Namen allgemein bekannt und machte sie zu einer weithin respektierten Lehrerin und Autorin.
Gaskin war mit dem Aufkommen und der Popularisierung der unabhängig arbeitenden Hebammen in den USA seit den frühen 1970er Jahren einverstanden (direct-entry midwifery DEM, ähnlich den Hebammen in Deutschland, die laut Gesetz gesunde Schwangere und Wöchnerinnen ohne Hinzuziehung eines Arztes betreuen dürfen). Zwischen 1977 und 2000 veröffentlichte sie in dem vierteljährlich erscheinenden Magazin Birth Gazette. Ina May’s Guide to Childbirth. Ihr zweites Buch über Geburt und Hebammenwesen, erschien 2003 bei Bantam/Dell. Ihre Bücher wurden in verschiedene Sprachen übersetzt, unter anderem ins Deutsche, Italienische, Ungarische, Slowenische, Spanische und Japanische.
Seit den frühen 1980er Jahren ist sie eine international bekannte Rednerin über die Betreuung von Müttern für die Midwives Alliance of North America (MANA), und unabhängig davon hält sie Vorträge in der ganzen Welt vor Hebammen, Medizinern, Doulas, werdenden Eltern und Gesundheitspolitikern. Sie sprach in vielen Ländern an Medizin- und Hebammenschulen, beim Starwood Festival und vor dem WinterStar Symposium, um die Geschichte und die Bedeutung des Hebammenwesens zu diskutieren.
Sie gründete das Safe Motherhood Quilt Project, eine nationale Bewegung, um die Öffentlichkeit auf die derzeitige Müttersterblichkeitsrate aufmerksam zu machen und der Frauen zu gedenken, die in den letzten zwanzig Jahren infolge von Schwangerschaft gestorben sind.
Gaskin erscheint in mehreren Filmen, zum Beispiel in Debra Pascali Bonaros Orgasmic Birth (2009) und in Ricki Lakes The Business of Being Born (2008). Auch in With Women: A Documentary About Women, Midwives and Birth (2006), in The Face of Birth (2012) sowie in der deutschsprachigen Dokumentation Die sichere Geburt. Wozu Hebammen? (2017) von Carola Hauk ist sie als Expertin zu sehen. Die biografische Dokumentation Birth Story: Ina May Gaskin and the Farm Midwives (2012) über eine Gruppe von Frauen, die sich in einer Hippi-Kommune in den 70er Jahren das Gebären selbst beibringt, gewinnt 2012 auf dem Los Angeles Filmfestival den Publikumspreis für die beste Dokumentation.

## Das Manöver nach Gaskin
Das Manöver nach Gaskin, auch Vierfüßlerstand genannt, wurde 1976 von Gaskin in die moderne Geburtshilfe eingeführt. Sie hatte diese Stellung von einer belizischen Frau gelernt, die diese Stellung wiederum in Guatemala gelernt hatte, wo diese ursprünglich entstanden war. Gaskin ist dadurch die erste Hebamme, nach der eine geburtshilfliche Stellung benannt wurde. In dieser Position hilft sich die Mutter bei einer Schulterdystokie selbst, indem sie auf alle viere geht, damit die Schulter sich lösen kann. Durch den Positionswechsel ändert sich auch die Position des Beckens, was der verkeilten Schulter ermöglicht, sich selbst zu lösen, so dass das Baby geboren werden kann. Seit Einführung dieser Stellung gab es eine bedeutsame Entwicklung weg von der Steinschnittlage während der Geburt. Wenn die Gebärende eine Periduralanästhesie (PDA) erhalten hat, ist der Vierfüßlerstand schwieriger durchzuführen.

## Würdigungen
Ina May Gaskin hält Vorträge und doziert auf Hebammenkonferenzen und in medizinischen Schulen auf der ganzen Welt. Am 14. Juni 2008 leitete sie einen Workshop A Guide to Natural Childbirth im New York Open Center in Manhattan. Sie war von 1996 bis 2002 die Präsidentin der Midwives’ Alliance of North America. Sie erhielt den ASPO/Lamaze Irwin Chabon Award (1997) und den Tennessee Perinatal Association Recognition Award. Ebenfalls 1997 war sie Gaststipendiatin am Morse College an der Yale University.
Am 24. November  2009 erhielt sie die Ehrendoktorwürde der Thames Valley University in London.
Am 29. September 2011 gab die Jury des Right Livelihood Awards bekannt, dass ihr zusammen mit Jacqueline Moudeina und der Organisation GRAIN der „alternative Nobelpreis“ zuerkannt wurde. Die Jury begründete die Würdigung Gaskins damit, dass sie Geburtsmethoden lehre und verbreite, die die Frauen in den Mittelpunkt stelle und die körperliche wie geistige Gesundheit von Mutter und Kind fördere, sie vereine wissenschaftliche Analyse mit weitreichender Erfahrung in der Praktizierung natürlicher Medizin und sei zur Pionierin der Hebammenausbildung geworden und „bewahrte dabei ein einzigartiges Wissen, das in einer Welt technisch dominierter Geburten größtenteils vergessen war“. Den Preis nahm Gaskin am 5. Dezember 2011 in Stockholm entgegen.

## Zitat
„Eine Gesellschaft, die ihren Müttern und dem Vorgang der Geburt einen geringen Wert beimisst, wird unter einer Reihe schlechter Folgen leiden. Gute Anfänge machen einen positiven Unterschied in der Welt, und deshalb ist es aller Mühe wert, wenn wir Müttern und Säuglingen die bestmögliche Fürsorge in dieser enorm richtungsgebenden Lebensphase angedeihen lassen.“

## Bibliografie

### Bücher (Auswahl auf Englisch und Deutsch)
- 1987: Babies, Breastfeeding & Bonding. Bergin & Garvey Publishers, ISBN 0-89789-134-1.
- 2002: Spiritual Midwifery. The Book Publishing Company, ISBN 1-57067-104-4.
- 2003: Ina May’s Guide to Childbirth. Bantam, ISBN 0-553-38115-6.
  - deutsch: übersetzt von Ursula Fassbender: Die selbstbestimmte Geburt. Handbuch für werdende Eltern, mit Erfahrungsberichten. Kösel, München 2004, ISBN 3-466-34477-8.
- 2009: Ina May’s Guide to Breastfeeding. Bantam, US, ISBN 978-0-553-38429-1. (Pinter & Martin, UK 2009, ISBN 978-1-905177-33-2)
- 1993: Praktische Hebammen. Handbuch der natürlichen Geburt. Hugendubel, ISBN 3-88034-609-7
- 2013: Birth Matters. Die Kraft der Geburt. Ein Hebammenmanifest fidibus Verlag München, ISBN 9783943411195

### Artikel
- A Summary of Articles Published in English about Misoprostol (Cytotec) for Cervical Ripening or Induction of Labor. vom 5. September 2005, abgerufen am 19. November 2009.
- Gaskin Maneuver Is Gaining Popularity. OB/GYN News, 1999 (Memento vom 9. Juli 2012 im Webarchiv archive.today), abgerufen am 24. Juni 2009.

## Filme
- 2006: With Women: A Documentary About Women, Midwives and Birth
- 2008: The Business of Being Born
- 2009: Orgasmic Birth
- 2012: The Face of Birth
- 2012: Birth Story: Ina May Gaskin & The Farm Midwives
- 2017: Die sichere Geburt. Wozu Hebammen?